# Nobuyuki Ōuchi
Nobuyuki Ōuchi est un joueur de shōgi professionnel japonais né le 2 octobre 1941 à Minato et mort le 23 juin 2017.
Nobuyuki Ōuchi remporta le titre de Kio 1975, la Coupe NHK 1975 et disputa le match pour le titre de Meijin (le plus important des tournois de shogi) la même année.

## Biographie et carrière
Nobuyuki Ōuchi est né le 2 octobre 1941.
Il a remporté
- le titre de Kio à sa création en 1975 ;
- la coupe NHK en 1975 contre Tatsuya Futakami  ;
- le championnat professionnel japonais Zen Nihon Hayashi en 1986.

Il perdit :
- un match pour le titre de Meijin en 1975 contre Makoto Nakahara ;
- trois finales consécutives du Ōza contre Makoto Nakahara de 1977 à 1979 (avant que la compétition devienne un des sept tournois majeurs) ;
- une finale du Ōi (en 1967) contre Yasuharu Oyama ;
- la finale de la coupe NHK de 1971 contre Hifumi Katō ;
- la finale du Kio de 1976 contre Hifumi Katō.

Il a été classé 9e dan à partir de 1984.
Il a arrêté sa carrière de joueur professionnel de shogi en 2010.
Nobuyuki Ōuchi est mort à 75 ans.